# Karl Hoppenstedt (Jurist)

Karl Hoppenstedt

Karl Hoppenstedt (* 15. August 1834 in Wöltingerode bei Vienenburg, Landkreis Goslar; † 12. November 1910 in Lübeck) war ein deutscher Jurist, Richter und der erste Präsident des Landgerichts Lübeck. 

## Leben und Beruf
Karl Hoppenstedt, Sohn des Regierungsrates des Königreichs Hannover Georg Ernst Friedrich Hoppenstedt und späteren Staatsmannes, besuchte das Lyzeum Hannover und begann nach dem Abitur 1853 das Jurastudium in Heidelberg. Nach zwei Semestern bezog er die Universität Göttingen; hier trat er auch in die Burschenschaft Hannovera ein. Er wurde zum Dr. jur. promoviert und bestand die juristische Staatsprüfung in Hannover. Danach absolvierte er die übliche Juristenausbildung. 1866 wurde er zum Amtsgerichtsassessor ernannt und war kurze Zeit sowohl in Hannover als auch in Springe tätig, 1867 erfolgte seine Versetzung an das Obergericht Stade. 1877 wechselte Karl Hoppenstedt in den Justizdienst der Freien Hansestadt Lübeck und war dort zunächst Oberappellationsgerichtsrat, danach als Erster Staatsanwalt Leiter der Staatsanwaltschaft Lübeck. 

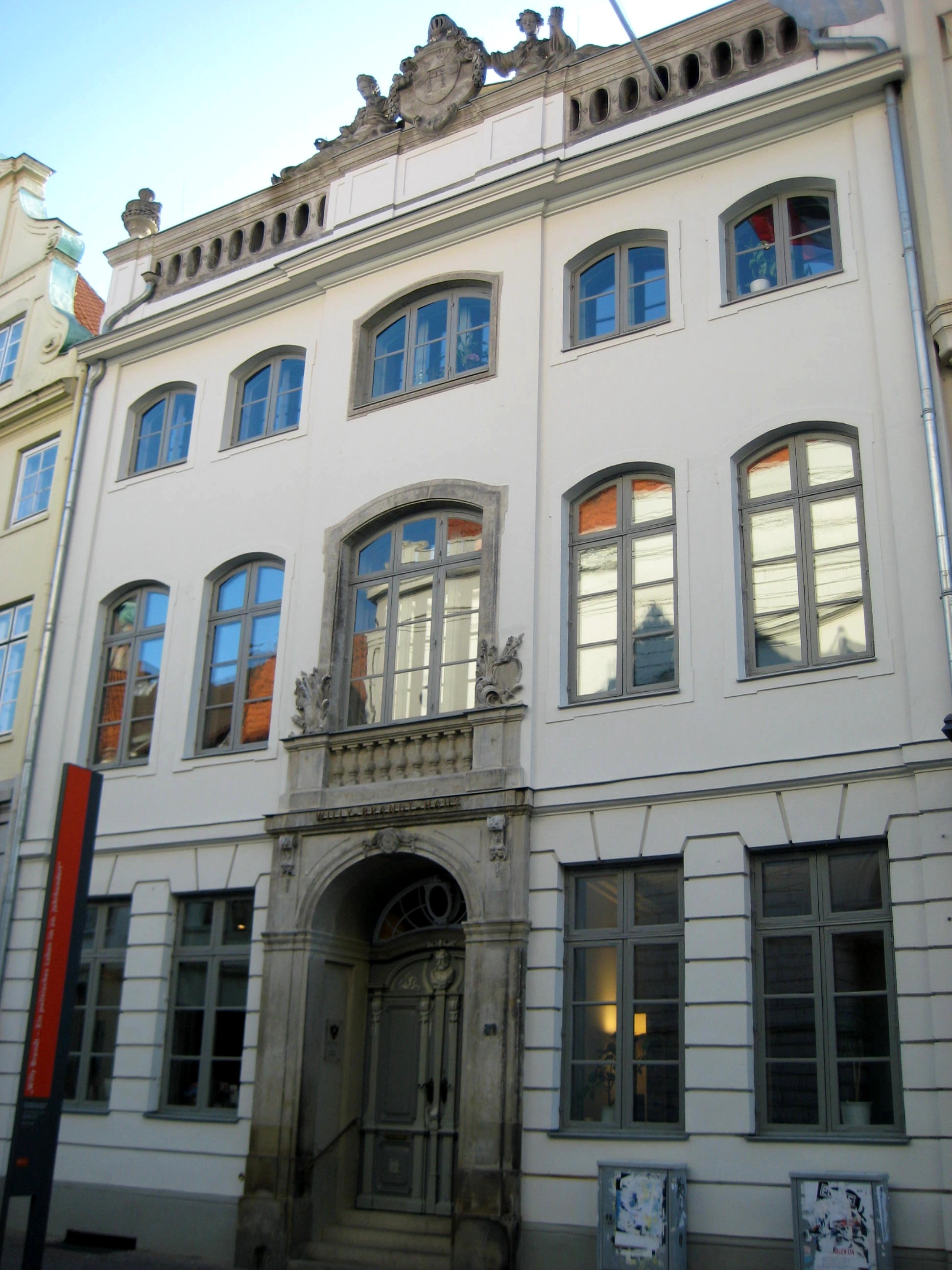
Königstraße 21 in Lübeck, ehemals Sitz des Oberappellationsgerichts

Nach den verfassungsrechtlichen Bestimmungen der Deutschen Bundesakte sollte es in jedem Bundesstaat einen dreizügigen Gerichtsaufbau geben, wobei einzelne Staaten gemeinschaftlich ein Oberappellationsgericht errichten konnten, das das oberste Gericht für diesen räumlichen Bereich war. Von dieser Regelung machten die vier Freien Städte (Bremen, Hamburg, Lübeck und Frankfurt am Main [bis 1866]) Gebrauch, wobei in dem zugrunde liegenden Staatsvertrag festgelegt wurde, dass Lübeck der Sitz des Oberappellationsgerichts der vier Freien Städte war. 
Durch die Reichsjustizreform, die zum 1. Januar 1879 in Kraft trat, gab es einige wesentliche Änderungen. Die Oberappellationsgerichte wurden – vereinfacht dargestellt – Oberlandesgerichte. Zwar blieb es im Prinzip bei dem dreigliedrigen Gerichtsaufbau in den Ländern, aber zudem gab es nunmehr das Reichsgericht in Leipzig. Möglich war, dass durch zwischenstaatliche Vereinbarungen Amtsgerichtsbezirke dem Landgericht eines anderen Bundeslandes unterstellt wurden. 
Die Reichsjustizreform brachte für die Freie Stadt Lübeck einerseits etliche Einbußen, denn für die drei Freien Städte Bremen, Hamburg und Lübeck wurde als gemeinsames Gericht das Hanseatische Oberlandesgericht errichtet, und das war nicht mehr in Lübeck, sondern in Hamburg ansässig. Das neu gegründete Landgericht Lübeck erhielt jedoch andererseits eine räumliche Ausdehnung über die Stadtgrenzen hinaus, denn der Gerichtsbezirk umfasste nicht nur das Amtsgericht Lübeck; hinzu kamen die Amtsgerichte Ahrensbök, Eutin und Schwartau aus dem so genannten Fürstentum Lübeck, das politisch zum Großherzogtum Oldenburg gehörte. 
Karl Hoppenstedt wurde zum ersten Präsidenten des am 1. Oktober 1879 errichteten Landgerichts Lübeck ernannt und übte dieses Amt bis zu seinem Tode mit 74 Jahren aus, war also für mehr als 31 Jahre höchster Richter in der Stadt Lübeck.

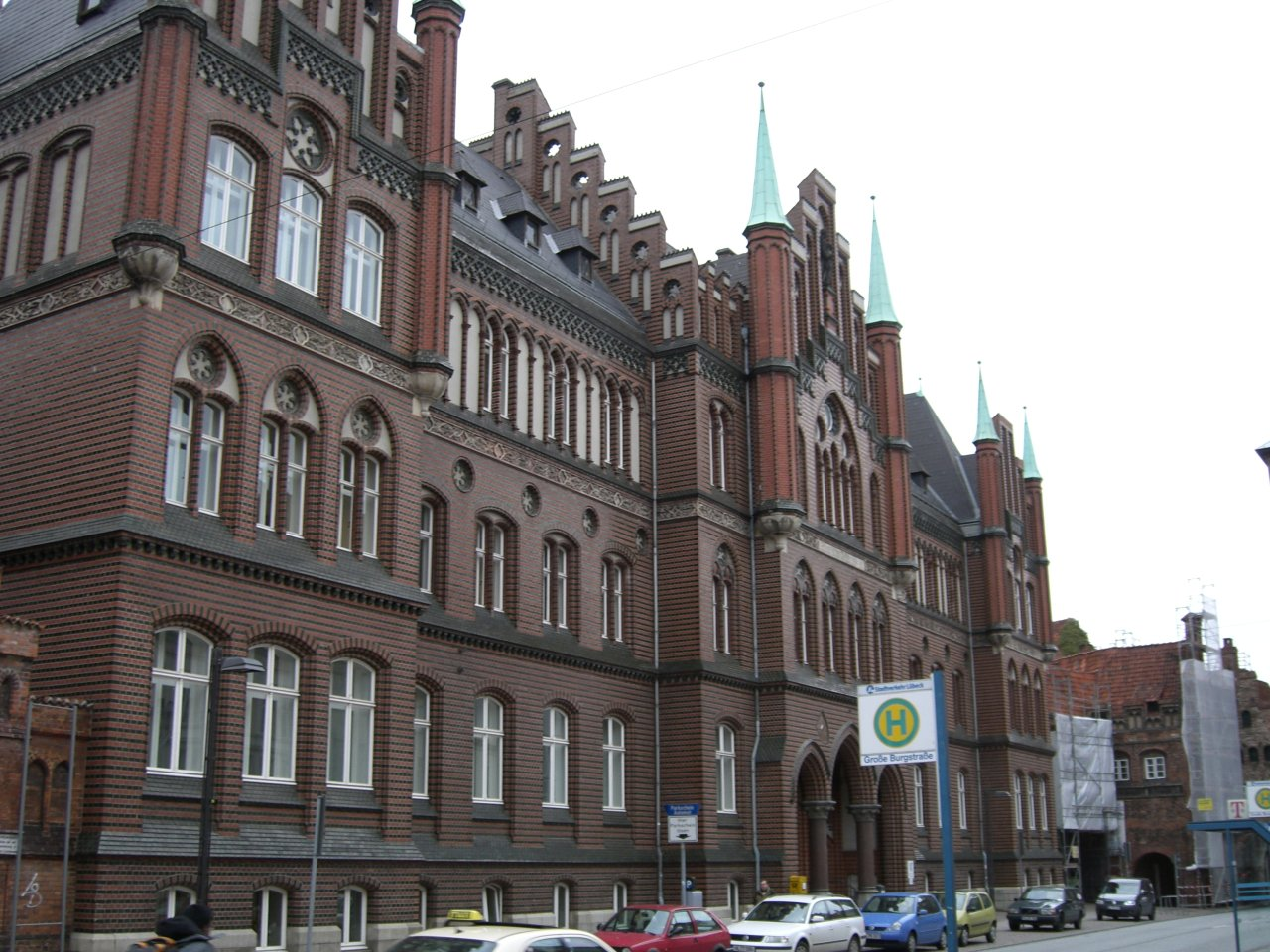
Unter Hoppenstedt erbautes Gerichtsgebäude

In seine Amtszeit fiel der Neubau des Gerichtshauses Große Burgstraße 4, das heutige Landesamt für soziale Dienste. Es wurde 1894/1896 als Vorläufer des heutigen 1962 am Burgfeld 7 eingeweihten Gerichtshauses nach einem Entwurf des Lübecker Baudirektor Adolf Schwiening mit gotisierender Fassade erbaut.

## Ehrungen
- Hoppenstedts Büste, geschaffen vom Bildhauer Fritz Behn, steht im Flur des Sitzungsflügels des Gerichts.
- 1890 verlieh die Freie Hansestadt Lübeck Karl Hoppenstedt die Gedenkmünze „Bene Merenti“, die höchste Auszeichnung, die sie zu vergeben hat.